# 区 (巴拿马)
在巴拿馬行政區劃中，省及原住民区（comarca indígena）轄下會分為數個區（distrito）。區以下又分為堂區（corregimientos）。

## 博卡斯德爾托羅省
- 博卡斯德爾托羅區
- 錢吉諾拉區
- 大奇里基區

## 奇里基省
- 阿蘭赫區
- 巴魯區
- 博克龍區
- 博克特區
- 布加瓦區
- 大衛區
- 多萊加區
- 瓜拉卡區
- 雷梅迪奧斯區
- 雷纳西米恩托区
- 聖費利斯區
- 聖洛倫索區
- 托萊區

## 科克萊省
- 阿瓜杜爾塞區
- 安東區
- 拉平塔達區
- 納塔區
- 欧拉区
- 佩諾諾梅區

## 科隆省
- 科隆區 (巴拿馬)
- 查格雷斯區
- 多諾索區
- 波爾托韋洛區
- 聖伊薩貝爾區

## 達連省
- 切皮加納區
- 皮諾加納區

## 埃雷拉省
- 奇特雷區
- 拉斯米納斯區
- 洛斯波索斯區
- 奧庫區
- 帕里塔區
- 佩塞區
- 聖瑪利亞區 (巴拿馬)

## 洛斯桑托斯省
- 瓜拉雷區
- 拉斯塔布斯區
- 洛斯桑托斯區
- 馬卡拉卡斯區
- 佩達西區
- 波克里區
- 托諾西區

## 巴拿馬省
- 巴爾沃阿區
- 切波區
- 奇曼區
- 巴拿馬區
- 聖米格利托區
- 塔沃加區

## 貝拉瓜斯省
- 阿塔拉亞區
- 卡洛弗雷區
- 卡尼亞薩斯區
- 拉梅薩區
- 拉斯帕爾馬斯區
- 蒙蒂霍區
- 里奧德赫蘇斯區
- 聖弗朗西斯科區
- 聖達菲區 (巴拿馬)
- 聖地牙哥區 (貝拉瓜斯省)
- 索納區
- 馬里亞托區

## 西巴拿馬省
- 阿賴漢區
- 卡皮拉區
- 查梅區
- 拉喬雷拉區
- 聖卡洛斯區 (巴拿馬)